# Scutellosaurus
Scutellosaurus lawleri
Genre
Genre
Scutellosaurus (du latin « scutellum » signifiant « petit bouclier », et du grec « sauros » (σαύρα) signifiant « lézard » est un genre éteint basal de dinosaure Ornithischien du sous-ordre des thyréophores, retrouvé dans la formation géologique de Kayenta, Arizona-USA, où il vécut au Jurassique inférieur voici quelque 196 millions d'années. Une seule espèce est rattachée au genre : Scutellosaurus lawleri. Le nom spécifique honore David Lawler qui a collecté le fossile.
Les plus proches parents du Scutellosaurus, ou scutellosaure, ont sans doute été l'émausaure et le scélidosaure, autres dinosaures blindés qui étaient principalement quadrupèdes, contrairement au scutellosaure bipède. C'est l'un des premiers représentants des dinosaures blindés, et la forme la plus basale découverte à ce jour . Le scutellosaure était un herbivore de petite taille, vivant au sol, qui pouvait atteindre une longueur estimée à 1,2 m,.

## Description

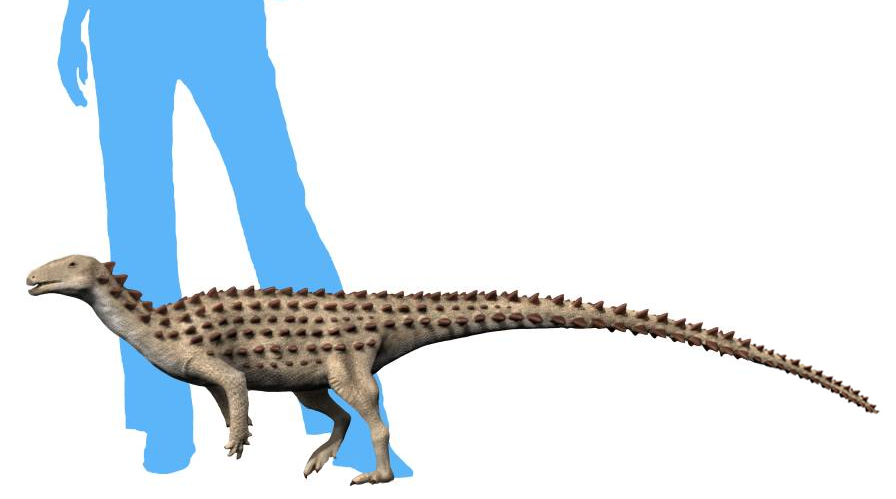
Taille relative du Scutellosaure.

Le Scutellosaure était un petit dinosaure de construction légère, et était probablement capable de marcher sur ses pattes arrière. Contrairement à ses cousins, il était frêle et peu protégé. Il possédait cependant des ébauches de plaques longeant le dos, qui deviendront plus tard les fameuses plaques et épines des stégosaures et autres kentrosaures .
Il avait une queue inhabituellement longue, peut-être pour contrebalancer le poids de son corps blindé. Il mesurait environ 1,2 mètre de long, 50 cm de haut au niveau des hanches et pesait 10 kg . Les preuves fossiles incluent plusieurs squelettes partiels récupérés en Arizona par le Museum of Northern Arizona et l' University of California Museum of Paleontology, bien que le crâne soit mal connu pour ces spécimens. Il y avait plusieurs centaines d'ostéodermes qui couraient le long de son cou jusqu'à son dos et jusqu'à sa queue. Ceux-ci formaient des rangées parallèles, avec jusqu'à cinq rangées de chaque côté. Il avait également des doubles rangées d'ostéodermes, ou plaques externes, allant du cou à la queue . Certaines de ces excroissances étaient plates, tandis que d'autres étaient épineuses.